# Aeródromo Wilkins

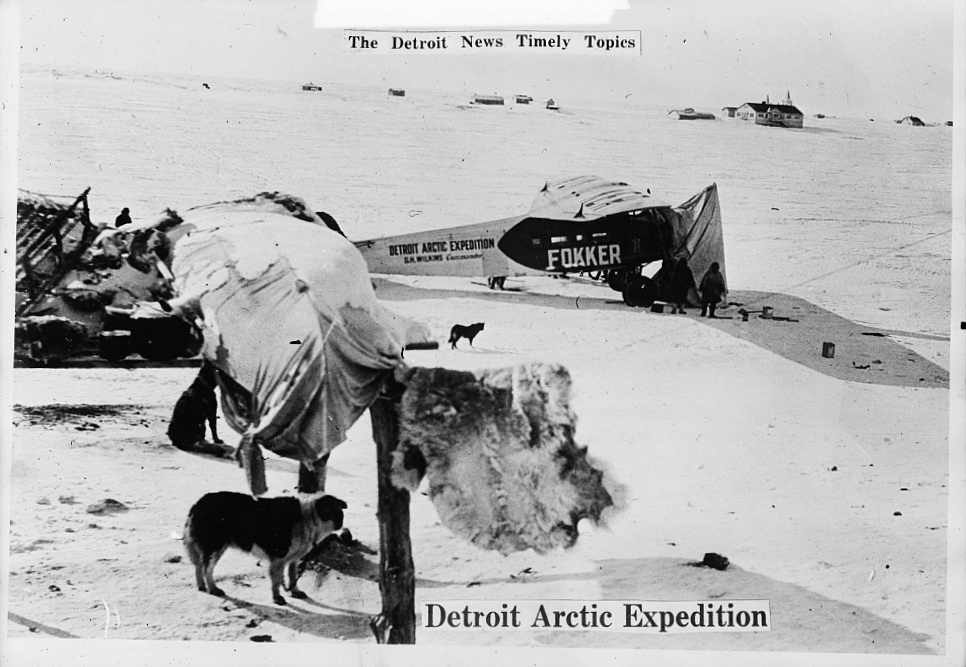
Expedición Ártica de George Hubert Wilkins (1888-1958), 1926 (Expedición Ártica de Detroit).

El aeródromo Wilkins (en inglés: Wilkins Runway) es un aeródromo de la Antártida operado por Australia, y localizado sobre el glaciar Peterson, en la costa Budd de la Tierra de Wilkes, a 40 km de la costa. Recibió su nombre en homenaje a sir Hubert Wilkins, un pionero de la aviación polar y explorador.

## Construcción
La construcción de una pista aérea en el Territorio Antártico Australiano fue primero sugerida en la década de 1950, pero por cuestiones logísticas, políticas y medioambientales la construcción no comenzó hasta 2004. El aeródromo se encuentra a unos 65 km de la base Casey.
Con el fin de ser aprobado por la Civil Aviation Safety Authority (CASA) de Australia, la pista de Wilkins debió ser nivelada con el uso de láseres, y requiere un equipo de ocho personas para mantener el nivel y la fricción de la pista antes de cada aterrizaje.

## Uso
CASA emitió una licencia a la línea aérea Skytraders para operar vuelos de pasajeros, y el primer vuelo se realizó el 11 de enero de 2008, llevando al ministro medioambiental australiano Peter Garrett, doce científicos y otros seis pasajeros.
Los vuelos a la Antártida parten del Aeropuerto Internacional de Hobart en Tasmania usando un Airbus A319, y duran alrededor de 4 horas. Antes de la finalización de la pista, el viaje a la Antártida implicaba diez días por barco a través del océano Austral desde Hobart. El aeródromo sólo funciona durante el verano antártico, y se han previsto veinte a treinta vuelos por temporada. Los vuelos se utilizan para el transporte de los científicos que realizan investigaciones en la Antártida, y no están disponibles para vuelos turísticos. Sin embargo, desde la apertura de la pista de aterrizaje no hubo más de 10 vuelos por temporada. Esto se debe principalmente a las condiciones ambientales en el sitio, las temperaturas son más cálidas y causan la fusión de la pista, lo que disminuye la ventana de oportunidad de utilizar la pista de aterrizaje. A partir de enero de 2012 se planificaron sólo cuatro vuelos para la temporada de verano y todos en febrero de 2012.